# Ioan Sartorius
Ioan Sartorius (Ioan I sau Giovani Sartorius; n. secolul al XIV-lea – d. 1393)  a fost un preot catolic polonez din Ordinul dominican, episcop de Siret.
S-a alăturat ordinului dominican în Cracovia. El a fost un  penitent papal și confesor la curtea regală din Cracovia. În anul 1386 a fost numit de Papa Urban al VI-lea episcop de Siret.  Nu locuia în eparhia sa și a îndeplinit funcția de de episcop auxiliar de Cracovia.